# Бажура
Бажура (рум. Bajura) — село у повіті Ботошані в Румунії. Адміністративно підпорядковане місту Дарабань.
Село розташоване на відстані 419 км на північ від Бухареста, 51 км на північ від Ботошань, 139 км на північний захід від Ясс.

## Населення
За даними перепису населення 2002 року у селі проживали 1874 особи, з них 1872 особи (99,9%) румунів. Рідною мовою 1873 особи (99,9%) назвали румунську.